# Enclos du Béguinage
L'enclos du Béguinage est une rue de la commune de Tournai.

## Histoire
L'enclos fait à l'origine partie du Grand béguinage de Tournai, c'est devenu une rue lors de la dissolution du béguinage à la fin du XVIIIe siècle.